# Titularbistum Tamazeni
Tamazeni ist ein Titularbistum, zurückgehend auf ein ehemaliges Bistum der römisch-katholischen Kirche in der gleichnamigen antiken Stadt Tamazeni in der römischen Provinz Byzacena bzw. Africa proconsularis in der Sahelregion von Tunesien.
| Titularbischöfe von Tamazeni |                            |                                   |                  |                  |
| Nr.                          | Name                       | Amt                               | von              | bis              |
| 1                            | Raymond Emil Goedert       | Weihbischof in Chicago (USA)      | 8. Juli 1991     | 9. Dezember 2023 |
| 2                            | Arturo Javier García Pérez | Weihbischof in Valencia (Spanien) | 6. November 2024 |                  |